# (7718) Desnoux
(7718) Desnoux (1997 EP30) – planetoida z grupy pasa głównego asteroid okrążająca Słońce w ciągu 5,3 lat w średniej odległości 3,04 j.a. Odkryta 10 marca 1997 roku.